# Koznica (Bułgaria)
Koznica (bułg. Козница) – wieś w Bułgarii, w obwodzie Burgas, w gminie Nesebyr. W 2023 roku liczyła 19 mieszkańców.